# Wolfgang Fürstner (Offizier)

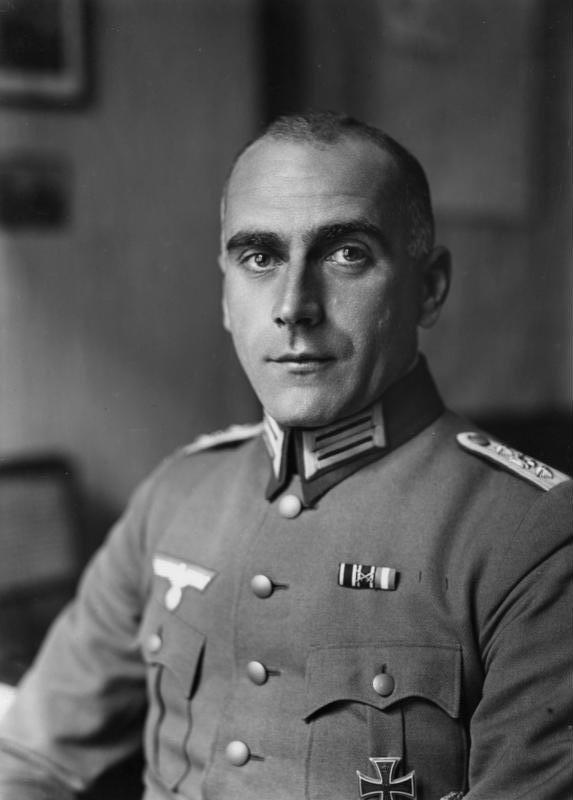
Wolfgang Fürstner (1935)

Wolfgang Fürstner (* 4. April 1896 in Posen; † 19. August 1936 in Döberitz) war ein deutscher Offizier und Sportfunktionär. Während der Olympischen Sommerspiele 1936 war er stellvertretender Kommandant des Olympischen Dorfes.

## Leben

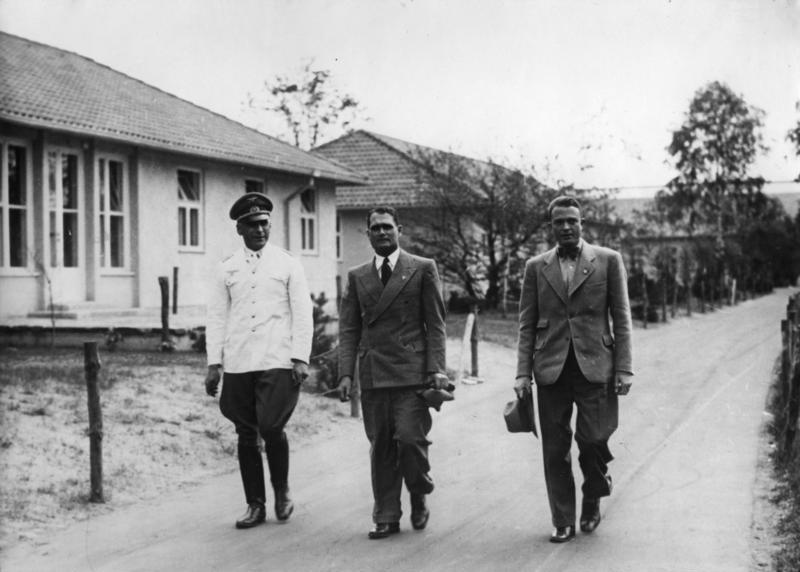
Fürstner, Reichsminister Rudolf Heß und dessen Adjutant Alfred Leitgen im Olympischen Dorf (Heinrich Hoffmann, 1936)

Wolfgang Fürstner war ein Neffe des Hirnforschers Carl Fürstner. Er nahm als Leutnant am Ersten Weltkrieg teil und führte 1921 bei den Aufständen in Oberschlesien ein Freikorps. Als Beisitzer des Vorstandes des Deutschen Offizier Bundes (DOB) gründete er 1928 in Berlin die erste Sportvereinigung des DOB. Karl von Halt bestimmte ihn im April 1933 zum Vorsitzenden des Verbandes der Brandenburger Athletik-Vereine (VBAV). Im Mai 1933 wurde er in die Reichswehr übernommen.
Von 1934 bis 1936 war Fürstner verantwortlich für den in Wehrmacht-Regie erfolgenden Bau des Olympischen Dorfes für die 11. Sommerspiele in Berlin. Anfang 1935 wurde er in das Organisationskomitee für die Olympischen Spiele berufen. Als Kommandant des Sportlerquartiers wurde er am 27. Mai 1936 durch Oberstleutnant Werner von Gilsa abgelöst; als Platzmajor war er nur noch Vizekommandant. Offiziell hieß es, Fürstner habe „nicht mit der nötigen Energie durchgegriffen“, als ca. 370.000 Besucher an den Tagen der offenen Tür vom 1. Mai bis 15. Juni durch das Dorf strömten und Schäden anrichteten.
Wahrscheinlich war dies nur ein Vorwand, um ihn als Kommandanten abzuberufen. Zuvor waren angeblich Gerüchte aufgekommen, Fürstner sei ein „Vierteljude“. Fürstners Großvater väterlicherseits war ein zum Christentum konvertierter Jude, Fürstners Vater war bereits von Geburt an getauft. Drei Tage nach der Schlussfeier der Spiele erschoss sich Fürstner – nachdem ihm zuvor noch das Olympia-Ehrenzeichen I. Klasse verliehen worden war. Da kein Abschiedsbrief Fürstners vorliegt, ist das Motiv für die Tat nicht eindeutig: Ohne Ariernachweis drohte dem Hauptmann die Entlassung aus der Wehrmacht und Arbeitslosigkeit. Ob dies seitens der vorgesetzten Stabsoffiziere oder höher geplant war, ist unbekannt. Aufgrund seiner herausragenden Stellung wäre ein stillschweigendes Unterlaufen der Nürnberger Gesetze nicht möglich gewesen. Inwieweit die Kritik an seiner Amtsführung als Dorfkommandant durch obere Stellen oder aber Fürstners Eheprobleme mögliche Motive für die Tat lieferten, muss Spekulation bleiben: Fürstners Frau Leonie (bis zur Hochzeit 1925 geb. von Schlick, Tochter von Hans-Carl von Schlick) wollte angeblich die Scheidung und heiratete später Fürstners ehemaligen Adjutanten, Joachim Bernau.
Um Schaden vom internationalen Ansehen Deutschlands abzuwenden, wurde der Freitod als Unglücksfall dargestellt und Fürstner auf dem prominenten Invalidenfriedhof beigesetzt. Das Grab wurde in den Friedhofsführer Der Invalidenfriedhof in Berlin – Ein Ehrenhain preußisch-deutscher Geschichte aufgenommen; zwischen 1936 und 1940 erschien er in mehreren Auflagen.

### Familie
Fürstners Sohn emigrierte nach dem Krieg in die USA. Zu seinen Mitschülern von der Ritterakademie (Brandenburg an der Havel) hielt er bis zum Schluss freundschaftlichen Kontakt, am engsten zu Otto Graf Lambsdorff. Wegen beginnender Alzheimer-Erkrankung erschoss er sich. 
Der Jurist und Verbandsfunktionär Wolfgang Fürstner ist ein Großneffe Wolfgang Fürstners.

### Erinnerungsstein

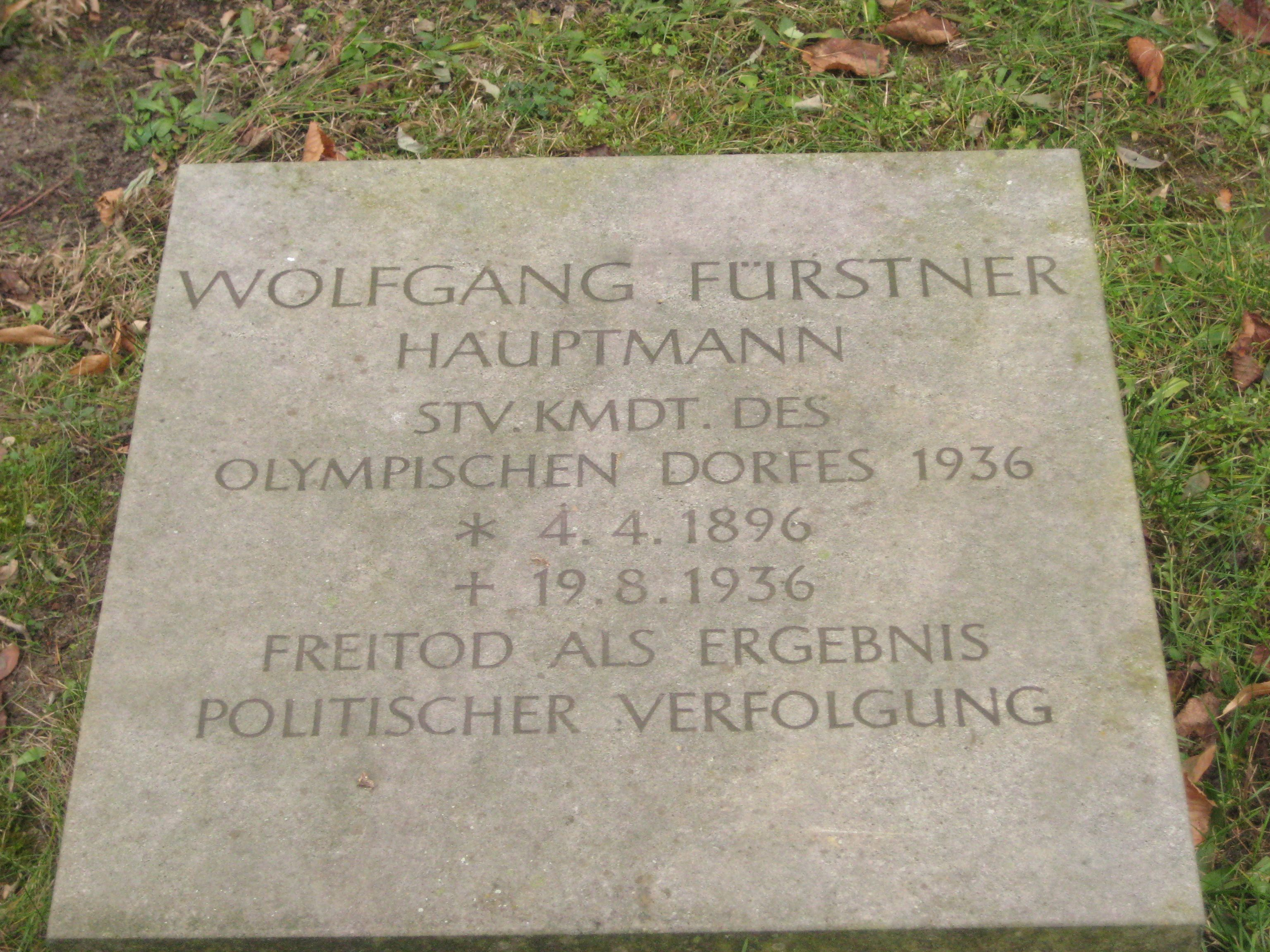
Grabstelle von Wolfgang Fürstner, Restitutionsstein von 2002

Auf dem Invalidenfriedhof erinnert ein Gedenkstein an Wolfgang Fürstner. Er wurde vom Nationalen Olympischen Komitee (NOK) gestiftet und im Juni 2002 durch den damaligen NOK-Präsidenten Walther Tröger eingeweiht.

## Biografischer Film
In dem Doku-Drama „Der Traum von Olympia – Die Nazispiele von 1936“ (Regie: Mira Thiel und Florian Huber, WDR, 2016) wurde sein Leben verfilmt. Wolfgang Fürstner wird hier dargestellt von Simon Schwarz.

## Belletristische Verarbeitung
In Volker Kutschers Olympia (2020) nimmt Fürstners Sohn als Mitglied des Jugend-Ehrendienstes an den Olympischen Spielen teil. 